# Spelaeala
Spelaeala is een geslacht van rechtvleugeligen uit de familie sabelsprinkhanen (Tettigoniidae). De wetenschappelijke naam van dit geslacht is voor het eerst geldig gepubliceerd in 1943 door Rehn.

## Soorten
Het geslacht Spelaeala omvat de volgende soorten:
- Spelaeala bondi Rehn, 1943
- Spelaeala scobina Rehn, 1943